# Campionato asiatico 2004 (hockey su pista)
Il Campionato asiatico di hockey su pista 2004 è stata la nona edizione della massima competizione asiatica per le rappresentative di hockey su pista maschili maggiori e fu organizzata dalla CARS. La competizione si svolse dal 12 al 16 giugno 2004 ad Akita in Giappone. 
La vittoria finale è andata alla nazionale di Macao che si è aggiudicata il torneo per la quarta volta nella sua storia.

## Formula
Il campionato asiatico 2004 vide la partecipazione di cinque nazionali asiatiche e, per la prima volta, di una nazionale dell'Oceania, l'Australia. La manifestazione fu organizzata tramite un girone all'italiana con gare di sola andata; erano assegnati due punti per l'incontro vinto, un punto a testa per l'incontro pareggiato e zero la sconfitta. Al termine del torneo la squadra prima classificata venne proclamata campione d'Asia.

## Squadre partecipanti
| Squadra       | Partecipazioni precedenti al torneo                |
| ------------- | -------------------------------------------------- |
| Australia     | Esordiente                                         |
| Cina          | 4 (1989, 1991, 1995, 1999)                         |
| Giappone      | 8 (1985, 1987, 1989, 1991, 1995, 1997, 1999, 2001) |
| India         | 8 (1985, 1987, 1989, 1991, 1995, 1997, 1999, 2001) |
| Macao         | 7 (1987, 1989, 1991, 1995, 1997, 1999, 2001)       |
| Taipei cinese | 6 (1987, 1989, 1991, 1995, 1999, 2001)             |

Nota bene: nella sezione "partecipazioni precedenti al torneo" le date in grassetto indicano la squadra che ha vinto quell'edizione del torneo

## Svolgimento del torneo

### Classifica finale
| Pos | Squadra       | Pt | G | V | N | P | GF | GS | DG  |
| --- | ------------- | -- | - | - | - | - | -- | -- | --- |
| 1.  | Macao         | 10 | 5 | 5 | 0 | 0 | 73 | 9  | +64 |
| 2.  | Giappone      | 7  | 5 | 3 | 1 | 1 | 23 | 16 | +7  |
| 3.  | Australia     | 6  | 5 | 3 | 0 | 2 | 34 | 22 | +12 |
| 4.  | Taipei cinese | 3  | 5 | 1 | 1 | 3 | 23 | 36 | -13 |
| 5.  | Cina          | 2  | 5 | 1 | 0 | 4 | 26 | 46 | -20 |
| 6.  | India         | 2  | 5 | 1 | 0 | 4 | 20 | 70 | -50 |

### Risultati
| Data | Ora | Gara      | Gara  | Gara          |
| ---- | --- | --------- | ----- | ------------- |
|      |     | Australia | 7-3   | Cina          |
|      |     | Australia | 3-4   | Giappone      |
|      |     | Australia | 15-2  | India         |
|      |     | Australia | 3-10  | Macao         |
|      |     | Australia | 6-3   | Taipei cinese |
|      |     | Cina      | 2-5   | Giappone      |
|      |     | Cina      | 16-11 | India         |
|      |     | Cina      | 0-14  | Macao         |

| Data | Ora | Gara     | Gara | Gara          |
| ---- | --- | -------- | ---- | ------------- |
|      |     | Cina     | 5-9  | Taipei cinese |
|      |     | Giappone | 7-0  | India         |
|      |     | Giappone | 3-7  | Macao         |
|      |     | Giappone | 4-4  | Taipei cinese |
|      |     | India    | 1-27 | Macao         |
|      |     | India    | 6-5  | Taipei cinese |
|      |     | Macao    | 15-2 | Taipei cinese |